# Diego Santilli
Diego César Santilli (Buenos Aires, 6 de abril de 1967) es un contador público y político argentino perteneciente al partido Propuesta Republicana. Se desempeñó como vicejefe de Gobierno de la Ciudad Autónoma de Buenos Aires entre el 10 de diciembre de 2015 y el 22 de julio de 2021, tras presentar su renuncia ante la legislatura porteña para presentarse como candidato a diputado nacional por la provincia de Buenos Aires, cargo que obtuvo y que ocupa desde el 10 de diciembre de 2021. También ejerció diferentes cargos de ministro en la Ciudad de Buenos Aires y diputado nacional y senador nacional también por la Ciudad de Buenos Aires.

## Biografía

### Comienzos
Diego César Santilli nació Palermo el 6 de abril de 1967. Es hijo del dirigente de River Plate y expresidente del Banco de la Nación Argentina Hugo Santilli y la tarotista María Luisa Forchieri. Estudió en el colegio San Agustín. A los 23 años se recibió de Contador Público en la Universidad de Buenos Aires. 
Estuvo casado con la periodista Nancy Pazos, de la que se divorciaría cuando Pazos denunció que su familia sufrió espionaje ilegal por parte de Mauricio Macri. Respecto a ello afirmó " Cuando Macri mandó a espiar a mis hijos fue mi límite, y queda clarísimo que no eran cuentapropistas.
Tiene tres hijos: Teo, Nicanor y Tonio y desde el 2014 se encuentra casado con Analía Maiorana.
Santilli inició su carrera política en el Partido Justicialista de la Ciudad de Buenos Aires en 2003 se incorpora al partido Compromiso por el Cambio, de Mauricio Macri. Ocupó diversos cargos públicos, incluso en la provincia de Buenos Aires, donde se desempeñó como Vicepresidente del Instituto de Previsión Social (IPS). Fue  nombrado director del Banco Ciudad de Buenos Aires, senador y legislador. En este último cargo fue nombrado vicepresidente primero de la Legislatura Porteña. Fue director de Planeamiento Estratégico en la Secretaría de Producción y Servicios de la Ciudad de Buenos Aires. Luego ocupó el puesto de coordinador de la Dirección General de Administración.
En 2003, escribió «Público y Eficiente» sobre su gestión en el Banco Ciudad y en 2008 publicó un libro infantil

### Ministro de Ambiente y Espacio Público (2009-2013)
Fue designado Mauricio Macri, como ministro de Ambiente y Espacio Público, ocupando dicho cargo entre 2009 y 2013. En 2013 fue denunciado junto con varios funcionarios de su área y del partido Propuesta Republicana por haber calificado primero a Publicidad Sarmiento SA, empresa del padre de Orly Terranova, que había sido candidato del PRO en la provincia de Mendoza. El contrato manejaba una cifra de 75 millones de pesos y ya existía una resolución judicial que ordenaba tener en cuenta el artículo 46 del pliego que implica jurídicamente dejar afuera a Sarmiento S.A por presentar documentos falsos.En 2019, en el marco de la campaña electoral, decena de trabajadores porteños denunciaron que el Gobierno de la Ciudad obligaba a empleados estatales a militar su campaña electoral y que a los trabajadores que se negaban a participar de la campaña de Juntos por el Cambio se les pedía la renuncia los trabajadores eran acarreados de forma obligada a los actos de Diego Santilli, denunciando que la situación representaba también un desvío de los fondos públicos estatales para fines particulares de campaña política. 
EnEn 2013 a raíz de inundaciones en la ciudad de Buenos Aires, que causó seis muertes, fue denunciado ante el Juzgado de Instrucción Nº14, a cargo de Ricardo Luis Farias, por los delitos de "estrago e incumplimiento de los deberes de funcionario público", además la denuncia incluyo como imputados a María Eugenia Vidal; Horacio Rodríguez Larreta; al ministro de Seguridad, Guillermo Montenegro.

### Vicejefe de Gobierno (2015-2021)
En 2015 asume senador por la Ciudad de Buenos Aires en las elecciones legislativas de 2013, cargo al que renuncia en 2015 cuando Larreta le pidió públicamente a Santilli que sea su candidato a vicejefe de Gobierno para las elecciones de 2015. En las elecciones generales la fórmula Larreta-Santilli del PRO le sacó en primera vuelta unos 20 puntos de ventaja a su rival de [cita requerida]ECO, Martín Lousteau. Pero como no obtuvo un porcentaje de votos mayor al 50%, y según lo previsto por la Ley porteña, el 19 de julio se desarrolló el balotaje con el exministro de Economía. El PRO superó a Martín Lousteau por una pequeña diferencia, 51,64 % contra 48,36 %,, resultando electos Horacio Rodríguez Larreta y Diego Santilli como jefe y vicejefe de Gobierno de la ciudad de Buenos Aires.
En junio de 2019 Rodríguez Larreta anunció que volverían a repetir fórmula en las elecciones de dicho año, en busca de una reelección. Esta fórmula lo inhabilitaría a Santilli para una posible candidatura en 2023 como jefe de gobierno, lo que causó dudas sobre si se confirmaría la candidatura. Finalmente se presentó como candidato a vicejefe de gobierno, por lo que Santilli recién podrá presentarse en 2027 para el cargo mayor de la ciudad.
En octubre de 2019 la fórmula con Rodríguez Larreta-Santilli resultó victoriosa en la primera vuelta, sin balotaje, habiendo obtenido el 55,9% de los votos contra la lista rival de Matías Lammens, quien obtuvo el 35% de los sufragios. En tercer lugar se ubicó Matías Tombolini con el 5,3% y cuarto Gabriel Solano, con el 3,6%.

### Ministro de Justicia y Seguridad (2018-2021)
Luego de los disturbios del 24 de noviembre de 2018 en el estadio Antonio Vespucio Liberti, el ministro de Seguridad Martín Ocampo renunció al cargo y su lugar fue ocupado por Santilli, quien además conservó su cargo como vicejefe de Gobierno.
El 7 de diciembre de ese año debutó en su rol con la presentación y juramento de 1800 nuevos cadetes para la Policía de la Ciudad. creando el Seguridad Ciudadana.
A fines de abril de 2019 Santilli puso en marcha el sistema de reconocimiento facial en cámaras de la ciudad. El sistema se activó durante la tercera semana de abril, utilizando tan sólo 300 cámaras de las más de 8000 disponibles.
Un mes después la Justicia confirmó la inconstitucionalidad del Sistema argumentando que el sistema de vigilancia se puso en marcha y se gestionó en la Ciudad de Buenos Aires fuera de la normativa vigente y sin mecanismos de control.

Una investigación judicial tras un peritaje oficial confirmó que el gobierno  porteño usaba en forma ilegal el sistema de reconocimiento facial para crear una inmensa base irregular que se armó con datos biométricos, que abarca a 7 millones de personas, el juez porteño Gallardo confirmó que el sistema se había utilizado para espionaje a políticos opositores entre ellos el presidente Alberto Fernández, Cristina Kirchner, la presidenta de Abuelas de Plaza de Mayo Estela de Carlotto, la de Madres Hebe de Bonafini, dirigentes sociales como Eduardo Belliboni y Juan Grabois, la diputada Myriam Bregman, la fiscala del caso del Correo Argentino donde estaba imputado Mauricio Macri por defraudar al Estado, la fiscal Gabriela Boquin, que investigaba varias causas donde estaban imputados funcionarios macrista, la exprocuradora Alejandra Gils Carbó, el exjuez de la Corte Suprema Raúl Zaffaroni etc.
El 22 de julio de 2021 renunció al cargo para hacer para postularse como precandidato a Diputado nacional por la provincia de Buenos Aires. Fue sucedido por Marcelo D'Alessandro, secretario de Justicia y Seguridad desde 2016.

### Candidato a Diputado Nacional por la Provincia de Buenos Aires (2021)
El 22 de julio de 2021 presentó su renuncia ante la legislatura porteña postulándose cómo Diputado nacional por la provincia de Buenos Aires.

### Diputado Nacional por la Provincia de Buenos Aires (2021)
En las Elecciones legislativas del 14 de noviembre de 2021, Diego Santilli fue electo diputado nacional por la provincia de Buenos Aires por la lista de Juntos por el Cambio. 

#### Renuncia de Santilli
| Señor Vicepresidente 1° de la Legislatura de la Ciudad Autónoma de Buenos Aires Diputado Agustín Forchieri De mi consideración: Me dirijo a usted para presentar ante la Legislatura mi renuncia al cargo de Vicejefe de Gobierno de la Ciudad Autónoma de Buenos Aires, a partir del día de la fecha. Representar a los argentinos y trabajar para mejorarles la vida ha sido siempre la causa que me movilizó a enfrentar distintos desafíos a lo largo de mi carrera profesional, convencido de que hay una manera distinta de hacer las cosas y de que se puede transformar la realidad apostando por la planificación, la transparencia y el trabajo en conjunto con todos los ciudadanos. Hoy, esta misma vocación de escuchar, entender las necesidades de la gente y trabajar para resolverlas, me impulsa a tomar la decisión de participar como precandidato a Diputado Nacional por la Provincia de Buenos Aires, lugar desde el que voy a aportar mi mayor esfuerzo para defender los valores y principios republicanos y federales en los que creo profundamente. El proceso electoral que se avecina exige una dedicación de tal magnitud que puede menoscabar el ejercicio de la Vicejefatura de Gobierno con que la ciudadanía me ha honrado. Dejo mi cargo orgulloso por el trabajo realizado en conjunto con todo el equipo del Gobierno de la Ciudad y, sobre, profundamente agradecido con cada vecino y vecina de la Ciudad por el compromiso, el apoyo y el afecto incondicional que me brindaron a lo largo de todos estos años. Lo saludo con mi consideración más distinguida. Diego César Santilli |

## Controversias
La ONG Ciudadana Defendamos Buenos Aires presentó una denuncia penal en la Justicia Federal contra el jefe de Gobierno, Mauricio Macri; y el ministro de Ambiente, Diego Santilli, por la presunta comisión de los delitos de “incumplimiento de los deberes de funcionario público y abuso de autoridad, y entre otras cosas por no cumplir con lo dispuesto por la ley de basura cero". La misma no tuvo avance alguno por falta de pruebas.
En 2013 fue denunciado junto con varios funcionarios de su área y del partido Propuesta Republicana por haber calificado primero a Publicidad Sarmiento SA, empresa del padre de Orly Terranova, que había sido candidato del PRO en la provincia de Mendoza. El contrato manejaba una cifra de 75 millones de pesos y ya existía una resolución judicial que ordenaba tener en cuenta el artículo 46 del pliego que implica jurídicamente dejar afuera a Sarmiento S.A por presentar documentos falsos.
En 2015 se dio la difusión pública de los más de 170 contratos que el gobierno de la ciudad le había otorgado en forma directa a la empresa creada por el excandidato de cambiemos, Fernando Niembro, dueño de la “La Usina Producciones”, por más de 8 millones de pesos a cada uno. 
Del ministerio de Ambiente y Espacio Público, a cargo de Diego Santilli salió más del 75 por ciento de los fondos públicos con los que fue beneficiada la casa productora La Usina. El gobierno de Mauricio Macri adjudicó en forma directa a través del Decreto 556,  catorce contratos a la empresa  “La Usina Producciones S.R.L.” 
En 2019, en el marco de la campaña electoral, decena de trabajadores porteños denunciaron que el Gobierno de la Ciudad obligaba a empleados estatales a militar su campaña electoral y que a los trabajadores que se negaban a participar de la campaña de Juntos por el Cambio se les pedía la renuncia. Se hablaba de supuestos casos donde los trabajadores eran acarreados de forma obligada a los actos de Diego Santilli, denunciando que la situación representaba también un desvío de los fondos públicos estatales para fines particulares de campaña política. En 2019 fue denunciado por la obra millonaria del paseo del bajo junto a Horacio Rodríguez Larreta y varios funcionarios más, por haber otorgado la obra a Angelo Calcaterra y Marcelo Mindlin.
Sin embargo, en ninguna de cada acusación fue encontrado culpable ni se reunieron pruebas suficientes para que el proceso legal prospere.[cita requerida]
En 2021, en las vísperas de su lanzamiento como precandidato a Diputado nacional por la Provincia de Buenos Aires, el ex barrabrava de River Plate, Alan Schlenker, mostró en las redes sociales una foto en la que Diego Santilli alienta a su equipo en el sector denominado "Los Borrachos del Tablón", de la hinchada millonaria.